# Gmina Falkenberg
Gmina Falkenberg (szw. Falkenbergs kommun) – gmina w Szwecji, w regionie Halland, siedzibą jej władz jest Falkenberg.
Pod względem zaludnienia Falkenberg jest 53. gminą w Szwecji. Zamieszkuje ją 39 438 osób, z czego 50,11% to kobiety (19 762) i 49,89% to mężczyźni (19 676). W gminie zameldowanych jest 1323 cudzoziemców. Na każdy kilometr kwadratowy przypada 35,37 mieszkańca. Pod względem wielkości gmina zajmuje 92. miejsce.